# Till världskapitalismens försvar
Till världskapitalismens försvar är en bok av Johan Norberg. Boken utkom första gången 2001 på Timbro förlag. I boken argumenterar Norberg för kapitalismens och globaliseringens positiva effekter, inte minst i fattiga länder. Norberg anser att utbredningen av marknadsekonomi och demokrati i snabb takt har minskat fattigdom och nöd samt att frihandel, multinationella företag och finansmarknader starkt har bidragit till förbättringen.
Boken är översatt till 28 språk, bland annat kinesiska, urdu och ukrainska. Den har sålts i hundratusentals exemplar globalt. Norberg har följt upp boken med tv-dokumentären Globalisering: Från fattigdom till rikedom (originaltitel: Globalisation is Good) och boken När människan skapade världen (2006).